# Ісик Іван Васильович
Іва́н Васи́льович І́сик (20 січня 1984 — 14 вересня 2014) — солдат Збройних сил України, військовик 24-го окремого штурмового батальйону «Айдар»; учасник російсько-української війни.

## Життєпис
Народився 20 січня 1984 року в місті Дрогобич. Мав польські коріння (його мати, Ольга, народилася в польській родині, частина членів якої живе в польському Саноку). Батько був обраний депутатом Дрогобицької міської ради 1-ого демократичного скликання. Закінчив дрогобицьку спеціалізовану школу № 2. У Вищому професійному училищі № 19 м. Дрогобича здобув професію кухаря-кондитера.
Брав участь у Революції Гідності, від рідні це приховував, волонтер у січні — березні 2014-го.
У часі війни доброволець, з кінця липня — кухар, номер обслуги, 24-й батальйон територіальної оборони «Айдар», псевдо «Львів».

## Засідка під Веселою Горою, полон та загибель
5 вересня російські диверсанти здійснили атаку із засідки на бійців 2-ї роти батальйону біля села Весела Гора. До колони вийшли люди з українським прапором, коли машини зупинилися, по них відкрили вогонь із засідки з кулеметів. У машину, в якій їхав Іван, влучив снаряд — вона вибухнула. З'ясувалося, що на блокпості були російські неонацисти ДШРГ «Русіч», відомі своєю схильністю до садизму. Поранених добивали пострілами. З 28 бійців зведеного підрозділу 24 БТрО «Айдар», що брали участь у описаних подіях, вижило лише четверо. Іван був п'ятим, хто залишився живим. Того дня він зазнав мінно-вибухової травми та термічних опіків 30 % поверхні тіла.
Терористи знімали на відео допит важко пораненого Івана: на цьому шокуючому відео видно лежачого Івана з вирізаним на лівій щоці восьмипроменевим коловоротом (символ ДШРГ «Русіч»). Ймовірно, коловорот вирізав російський неонацист Ян Петровський. Іван прохав про допомогу, але терористи, не надавши жодної медичної допомоги, зокрема знеболювальних засобів і води, й далі випитували інформацію про батальйон, принижуючи пораненого та погрожуючи розстрілом. Допит, який знято на відео, ймовірно, проводив засновник і командир «русічів», російський воєнний злочинець і неонацист Олексій Мільчаков.
Іван Ісик з важкими опіками потрапив до полону. Через кілька днів у проросійських медіа з'явилось відео з луганської лікарні: британський псевдожурналіст Грем Філіпс упродовж 15 хвилин допитує важко пораненого Івана, той гідно й спокійно відповідає на провокативні запитання. Через декілька днів після інтерв'ю Ісика, ймовірно, викрали з госпіталю. Помер внаслідок тортур 14 вересня 2014 р. Лише через місяць волонтери змогли повернути тіло Івана. Як згодом встановила судово-медична експертиза, Іван мав опіки 70 % тіла, яких зазнав унаслідок катувань. Розтин, проведений українськими лікарями, показав, що його внутрішні органи були вирізані, а пізніше зашиті назад у його тіло. В горлі знайшли шматок українського прапора, а в шлунку — фрагменти мозку.
17 жовтня похований у місті Дрогобич, Алея Слави кладовища. 16—17 жовтня в Дрогобичі оголошено днями трауру.
Без Івана лишилася донька Ольга 2005 р. н.

## Нагороди та вшанування
За особисту мужність і героїзм, виявлені у захисті державного суверенітету та територіальної цілісності України, вірність військовій присязі під час російсько-української війни, відзначений — нагороджений
- орденом «За мужність» III ступеня (посмертно)
- нагрудним знаком «За оборону Луганського аеропорту» (посмертно)
- почесний громадянин Дрогобича (посмертно)
- 22 грудня 2014 року в Дрогобичі на фасаді будівлі Вищого професійного училища № 19 (вулиця Михайла Грушевського, 59), відкрито меморіальну дошку Олегові Ушневичу, Ігорю Борису та Іванові Ісику.[4]
- Його портрет розміщений на меморіалі «Стіна пам'яті полеглих за Україну» у Києві: секція 4, ряд 5, місце 22